# 발레르산
발레르산(영어: valeric acid) 또는 펜탄산(영어: pentanoic acid)은 곧은 사슬 알킬 카복실산이며, 화학식은 CH3(CH2)3COOH이다. 다른 저분자 카복실산과 마찬가지로 매우 불쾌한 냄새가 난다. 다년생 종자식물인 발레리안(Valeriana officinalis)에서 발견되어서 그 이름이 붙여졌다. 발레르산은 발레르산의 에스터(에스테르) 합성에 주로 사용된다. 발레르산의 휘발성 에스터는 기분 좋은 냄새가 나며, 향수 및 화장품에 사용된다. 에틸 발레레이트와 펜틸 발레레이트는 과일 향이 있기 때문에 식품 첨가물로 사용된다.
발레르산은 γ-하이드록시뷰티르산(GHB)와 신경전달물질인 γ-아미노뷰티르산(GAB)와 같은 짧은 사슬 카복실산이라는 점에서 이들과 구조적으로 유사해 보이지만, GHB와 GABA의 생물학적 활성에 기여하는 하이드록시기와 아미노기가 없다는 점에서 차이가 있다. 발레르산과 발프로산은 3번 탄소의 측쇄의 유무로 간단하게 구분할 수 있다. 메발론산은 메틸화에 의해 발레르산으로부터 유도된다.

## 안전성
발레르산은 피부, 눈 또는 점막과 접촉하면 자극을 유발할 수 있다.

## 같이 보기
- 4-하이드록시-4-메틸펜탄산
- 피발산 (2,2-디메틸프로판산)
- 3-메틸부탄산(이소발레르산)